# Liste des monuments classés du gouvernorat de Sousse
Cette liste des monuments classés du gouvernorat de Sousse est une liste des monuments historiques et archéologiques protégés et classés du gouvernorat de Sousse établie par l'Institut national du patrimoine de Tunisie.

## Liste
| Identifiant monument | Site                          | Monument | Adresse                | Date de classement        | Décret             | Coordonnées                       | Illustration |                       |
| -------------------- | ----------------------------- | --- | ---------------------- | ------------------------- | ------------------ | --------------------------------- | --- | --------------------- |
| 51-1                 | Knaies                        | Grand édifice en blocage |                        | 13 mars 1912              | 13 mars 1912       | à géolocaliser                    | Image manquante Téléverser                                                                                                   | Télécharger une image |
| 51-2                 | Knaies                        | Thermes |                        | 13 mars 1912              | 13 mars 1912       | 35° 40′ 09″ nord, 10° 31′ 48″ est | Thermes | Télécharger une image |
| 51-3                 | Knaies                        | Citernes publiques |                        | 13 mars 1912              | 13 mars 1912       | 35° 40′ 32″ nord, 10° 28′ 00″ est | Citernes publiques | Télécharger une image |
| 51-4                 | Knaies                        | Sanctuaire punique |                        | 1er mars 1905             | 1er mars 1905      | 35° 40′ 48″ nord, 10° 33′ 02″ est | Sanctuaire punique | Télécharger une image |
| 51-5                 | Knaies                        | Théâtre |                        | 1er mars 1905             | 1er mars 1905      | 35° 40′ 25″ nord, 10° 30′ 30″ est | Théâtre | Télécharger une image |
| 51-6                 | Sidi Khelifa                  | Temple |                        | 22 mars 1899              | 22 mars 1899       | 36° 14′ 49″ nord, 10° 24′ 09″ est | Temple | Télécharger une image |
| 51-7                 | Sidi Khelifa                  | Porte triomphale |                        | 22 mars 1899              | 22 mars 1899       | 36° 14′ 56″ nord, 10° 24′ 00″ est | Porte triomphale | Télécharger une image |
| 51-8                 | Sidi Khelifa                  | Nymphée |                        | 22 mars 1899              | 22 mars 1899       | 36° 14′ 54″ nord, 10° 23′ 59″ est | Nymphée | Télécharger une image |
| 51-9                 | Henchir Abderrahmane el-Garci | Bassin de captage et installation hydraulique de la source gazeuse                                                           |                        | 22 mars 1899              | 22 mars 1899       | à géolocaliser                    | Image manquante Téléverser                                                                                                   | Télécharger une image |
| 51-10                | Sidi Abich                    | Basilique chrétienne |                        | 13 mars 1912              | 13 mars 1912       | à géolocaliser                    | Image manquante Téléverser                                                                                                   | Télécharger une image |
| 51-11                | Aïn Mdeker                    | Mausolée des Aelii Aémilii à Medicerra                                                                                       |                        | 16 novembre 1928          | 16 novembre 1928   | à géolocaliser                    | Image manquante Téléverser                                                                                                   | Télécharger une image |
| 51-12                | Kalâa Seghira                 | Deux façades de la gare de chemin de fer de Kalâa Seghira (façade donnant sur la voie ferrée et façade donnant sur la ville) |                        | 1er septembre 2000        | 1er septembre 2000 | 35° 49′ 20″ nord, 10° 34′ 17″ est | Deux façades de la gare de chemin de fer de Kalâa Seghira (façade donnant sur la voie ferrée et façade donnant sur la ville) | Télécharger une image |
| 51-13                | Sousse                        | Grande Mosquée |                        | 18 octobre 1945           | 18 octobre 1945    | 35° 49′ 37″ nord, 10° 38′ 23″ est | Grande Mosquée | Télécharger une image |
| 51-14                | Sousse                        | Murs extérieurs de la Kasba                                                                                                  |                        | 25 janvier 1922           | 25 janvier 1922    | 35° 49′ 18″ nord, 10° 38′ 09″ est | Murs extérieurs de la Kasba                                                                                                  | Télécharger une image |
| 51-15                | Sousse                        | Catacombes chrétiennes |                        | 1er mars 1905             | 1er mars 1905      | 35° 49′ 05″ nord, 10° 37′ 35″ est | Catacombes chrétiennes | Télécharger une image |
| 51-16                | Sousse                        | Maison romaine de la redoute des chasseurs                                                                                   |                        | 1er mars 1905             | 1er mars 1905      | 35° 49′ 02″ nord, 10° 38′ 12″ est | Maison romaine de la redoute des chasseurs                                                                                   | Télécharger une image |
| 51-17                | Sousse                        | Mosquée El Rabba | Rue d'Angleterre       | 18 octobre 1945           | 18 octobre 1945    | 35° 49′ 30″ nord, 10° 38′ 20″ est | Mosquée El Rabba | Télécharger une image |
| 51-18                | Sousse                        | Mosquée Bou Ftetah | Rue Al-Hajra           | 18 octobre 1945           | 18 octobre 1945    | 35° 49′ 22″ nord, 10° 38′ 17″ est | Mosquée Bou Ftetah | Télécharger une image |
| 51-19                | Sousse                        | Zaouiat Zakkat |                        | 18 octobre 1945           | 18 octobre 1945    | 35° 49′ 38″ nord, 10° 38′ 17″ est | Zaouiat Zakkat | Télécharger une image |
| 51-20                | Sousse                        | Café Bayn el Qahâwi, marabout Sidi Chérif et fondouk Daoui                                                                   |                        | 18 octobre 1945           | 18 octobre 1945    | 35° 49′ 30″ nord, 10° 38′ 17″ est | Café Bayn el Qahâwi, marabout Sidi Chérif et fondouk Daoui                                                                   | Télécharger une image |
| 51-21                | Sousse                        | Nouvelles galeries des catacombes chrétiennes déblayées de 1906 à 1910                                                       |                        | 13 mars 1912              | 13 mars 1912       | à géolocaliser                    | Image manquante Téléverser                                                                                                   | Télécharger une image |
| 51-22                | Sousse                        | Hypogée païen découvert en 1907 auprès des catacombes chrétiennes                                                            |                        | 13 mars 1912              | 13 mars 1912       | 35° 49′ 42″ nord, 10° 38′ 03″ est | Hypogée païen découvert en 1907 auprès des catacombes chrétiennes                                                            | Télécharger une image |
| 51-23                | Sousse                        | Remparts |                        | 25 janvier 1922           | 25 janvier 1922    | 35° 49′ 31″ nord, 10° 38′ 06″ est | Remparts | Télécharger une image |
| 51-24                | Sousse                        | Minaret de la mosquée de Bab-Eddine                                                                                          |                        | 25 janvier 1922           | 25 janvier 1922    | à géolocaliser                    | Image manquante Téléverser                                                                                                   | Télécharger une image |
| 51-25                | Sousse                        | Minaret de la mosquée Bou Ftetah                                                                                             | Rue Al-Hajra           | 25 janvier 1922           | 25 janvier 1922    | 35° 49′ 22″ nord, 10° 38′ 17″ est | Minaret de la mosquée Bou Ftetah                                                                                             | Télécharger une image |
| 51-26                | Henchir Chigarnia             | Fort byzantin flanqué de quatre bastions                                                                                     |                        | 22 mars 1899              | 22 mars 1899       | à géolocaliser                    | Image manquante Téléverser                                                                                                   | Télécharger une image |
| 51-27                | Henchir Chigarnia             | Basilique byzantine des 16 martyrs et baptistère étoilé                                                                      |                        | 1er mars 1905             | 1er mars 1905      | à géolocaliser                    | Image manquante Téléverser                                                                                                   | Télécharger une image |
| 51-28                | Oued Rmel                     | Basilique chrétienne |                        | 3 mars 1915               | 3 mars 1915        | à géolocaliser                    | Image manquante Téléverser                                                                                                   | Télécharger une image |
| 51-29                | El Knatir                     | Pont romain |                        | 12 mai 1901 1er mars 1905 | 1er mars 1905      | 35° 58′ 37″ nord, 10° 31′ 38″ est | Pont romain | Télécharger une image |
| 51-30                | Sousse                        | Dar Magroun | Rue du 18-Janvier 1952 | 4 juillet 2016            | 4 juillet 2016     | 35° 49′ 13″ nord, 10° 38′ 12″ est | Dar Magroun | Télécharger une image |
| 51-31                | Sousse                        | Temple juif |                        | 21 janvier 2021           | 21 janvier 2021    | à géolocaliser                    | Image manquante Téléverser                                                                                                   | Télécharger une image |
| 51-32                | Sousse                        | Lycée de Bab Jedid |                        | 21 janvier 2021           | 21 janvier 2021    | à géolocaliser                    | Image manquante Téléverser                                                                                                   | Télécharger une image |
| 51-33                | Sousse Sidi Abdelhamid        | Ribat Kasser Ettoub |                        | 21 janvier 2021           | 21 janvier 2021    | à géolocaliser                    | Image manquante Téléverser                                                                                                   | Télécharger une image |
| 51-34                | Ksibet Thrayet                | Bassins hydrauliques El Majel Lazreg                                                                                         |                        | 26 décembre 2022          | 26 décembre 2022   | à géolocaliser                    | Image manquante Téléverser                                                                                                   | Télécharger une image |
| 51-35                | Hergla                        | Rammadiya de Sabkhat Halk Al Menjel, avec une zone de protection de 500 mètres                                               |                        | 22 janvier 2024           | 22 janvier 2024    | à géolocaliser                    | Image manquante Téléverser                                                                                                   | Télécharger une image |
| 51-36                | Hergla                        | Église byzantine du site archéologique de Hergla                                                                             |                        | 22 janvier 2024           | 22 janvier 2024    | à géolocaliser                    | Image manquante Téléverser                                                                                                   | Télécharger une image |
| 51-37                | Hergla                        | Entrepôts romains |                        | 22 janvier 2024           | 22 janvier 2024    | à géolocaliser                    | Image manquante Téléverser                                                                                                   | Télécharger une image |